# ТЕС 6 Жовтня
ТЕС «6 Жовтня» (араб. محطة كهرباء 6 أكتوبر) — теплова електростанція в Єгипті, розташована у західній частині каїрської агломерації (в «Місті 6 Жовтня»).
На початку 21 століття в умовах наростаючого енергодефіциту в Єгипті розгорнулось будівництво численних теплових електростанцій з комбінованим парогазовим циклом, однією з яких має стати ТЕС «6 Жовтня». В 2012-2016 роках на площадці станції ввели в експлуатацію 8 газових турбін типу AE94.2 потужністю по 150 МВт, постачених італійською компанією Ansaldo. Це дозволило розпочати виробництво продукції ще до завершення всього комплексу робіт.
При цьому у 2013 році з Ansaldo уклали угоду на постачання першої парової турбіни потужністю 340 МВт. Її живитимуть через котли-утилізатори чотири із зазначених вище газових турбін.